# Фукс, Фридрих (редактор)
Фридрих Фукс (нем. Friedrich Fuchs; 7 июня 1890, Ашаффенбург — 11 января 1948, Мюнхен) — немецкий редактор, писатель и литературовед; в 1922 в университете Мюнхена он получил степень кандидата наук, защитив диссертацию о средних школах Константинополя в период Средневековья; с 1932 года являлся редактором журнала «Хохланд», но был отстранен от должности в 1935 году — из-за личных и рабочих разногласий с основателем, Карлом Мутом. Фукс опубликовал в издательстве Ойгена Дидерихса переписку между Беттиной и Клеменсом Брентано.

## Биография
Фридрих Фукс родился 7 июня 1890 года в Ашаффенбург в семье местного предпринимателя, которого также звали Фридрих Фукс (1859—1895) и его жены Евгении, урожденной Зейлер (1862—1951). Старшей сестрой Фукс-младшего была актриса Эрна Морена. После сдачи государственного экзамена для получения аттестата о высшем образовании, Фукс в 1919 году стал личным секретарем радиолога и политика, профессора Фридриха Дессауэра, проживавшего во Франкфурте-на-Майне. В кругу друзей и знакомых Дессауэра Фукс впервые встретил Карла Мута, который в 1920 году привёл его в свой журнал «Хохланд» — на должность заместителя редактора. До этого Мут уже долгое время искал нового редактора: он предложил еврейскому юристу Евгению Розенштоку, который отказался, но остался одним из авторов; в 1921 году Мут договорился с протестантским религиозным философом Отто Грюндлером, который, однако, покинул редакцию три года спустя. Другие сотрудники редакции недолго работали в «Хохланд» и не оправдали ожиданий Мута.
В 1922 году Фридрих Фукс, под руководством историка и филолога Августа Гейзенберга, получил степень кандидата наук в Мюнхенском университете: с отличием («summa cum laude») защитил диссертацию по истории Византии — «Высшие школы Константинополя в средние века» (Die höheren Schulen von Konstantinopel im Mittelalter). С 1932 года состоял редактором «Хохланда» (с января 1934 года — главным редактором), но был отстранен от должности в начале апреля 1935 году из-за личных и рабочих разногласий с Карлом Мутом: несогласие редакции «Хохланда» с политикой Третьего Рейха стало слишком открытом, что ставило вопрос о выживании журнала; кроме того, Мут был недоволен тем, что Фукс женился не на его дочери Лулу. Кроме того Мут не разделал «сочувствия [Фукса] к современным нигилистическим тенденциям и идеям демократизации».
С тех пор и до своей смерти Фукс жил в Мюнхене в качестве независимого исследователя. Он посвятил себя, среди прочего, исследованию рода Брентано: опубликовал в издательстве Ойгена Дидерихса переписку между Беттиной и Клеменсом Брентано. Скончался 11 января 1948 года и был похоронен на кладбище «Winthirfriedhof» в мюнхенском районе Нойхаузен.

## Работы
Письменное наследие Фридриха Фукса, включающее в себя более 500 писем, 37 рукописей и 6 дневников, хранится в мюнхенском литературном архиве «Monacensia»:
- Die höheren Schulen von Konstantinopel im Mittelalter. Teubner, Leipzig 1926 [Byzantinistisches Archiv, 8]; переиздание: Hakkert, Amsterdam 1969.
- Clemens Brentano: Das unsterbliche Leben. Unbekannte Briefe. Hrsg. von Wilhelm Schellberg und Friedrich Fuchs, Eugen Diederichs Verlag, Jena 1939.
- Bettine Brentano: Die Andacht zum Menschenbild. Unbekannte Briefe. Hrsg. von Wilhelm Schellberg und Friedrich Fuchs, Eugen Diederichs Verlag, Jena 1941.

## Семья
С 1924 года Фридрих Фукс состоял в браке с художницей и писательницей Рут Шауманн (1899—1975), которая под влиянием мужа обратилась в католицизм; в семье было пять детей.